# Smok Kaszubski
Smok Kaszubski – pociąg opancerzony Wojska Polskiego II RP, improwizowany podczas kampanii wrześniowej przez Lądową Obronę Wybrzeża.

## Historia
Pociąg został zbudowany z inicjatywy kpt. mar. Jerzego Błeszyńskiego na początku września 1939 roku przez pracowników Warsztatów Portowych Marynarki Wojennej w Gdyni, przy akceptacji kierownika Stoczni Marynarki Wojennej kmdr. inż. Witolda Szulca. Do budowy użyto blach stalowych grubości 9 mm przeznaczonych na kadłuby niezbudowanych niszczycieli „Orkan” i „Huragan”. Dowódcą pociągu został wspomniany kpt mar. Błeszyński, a po jego zranieniu pod Wejherowem 9 września i śmierci w szpitalu, porucznik marynarki Florian Hubicki. Obsługę parowozu stanowili gdyńscy kolejarze, a wśród ponad 40-osobowej załogi większość stanowili podoficerowie i marynarze z byłej kompanii obsługi portu.

### Kalendarium działań bojowych
Konstrukcję pociągu prowadzono w trakcie ostrzału stoczni przez pancernik Schleswig-Holstein w dniach od 2 lub 3 do 7 września w warsztatach portowych Marynarki Wojennej w Gdyni.
8 września wieczorem doszło do starcia z patrolami niemieckiej piechoty na zachód od Wejherowa, gdzie pociąg wspierał działania 1 Morskiego pułku strzelców. Następnie miała miejsce wymiana ognia z plutonem wozów bojowych dywizji SS „Heimwehr Danzig” pod Wejherowem, znajdujących się na szosie do Redy. Pociąg uszkodził jeden z nich i odparł atak samolotów uszkadzając jeden z nich.
9 września miał miejsce pojedynek ogniowy z dywizjonem niemieckiej artylerii w rejonie Wejherowa, zajętym tego dnia przez wroga. Lekko uszkodzony „Smok Kaszubski” wycofał się do Redy i potem do Rumi, dowództwo po ciężko rannym kapitanie Błeszyńskim przejął porucznik Hubicki. Pociąg później patrolował teren pomiędzy Redą a Zagórzem.
10 września „Smok” dokonał rozpoznania w opuszczonej przez polskie oddziały Redzie, ewakuował rannych i wsparł ogniem 3 batalion rezerwowy atakujący wzdłuż szosy Zagórze–Reda.
11 września wsparł ogniowo oddziały walczące w rejonie węzła kolejowego Rumia – Zagórze, a 12 września rano wsparł ogniowo obrońców Kępy Oksywskiej z pozycji pod Chylonią. Potem w czasie przejazdu w rejon Zagórza został zaatakowany przez niemieckie bombowce nurkujące, które zniszczyły jeden z wagonów i uszkodziły pozostałą część pociągu. W starciu zginęło czterech żołnierzy, wielu zostało rannych.
W dniach późniejszych odprowadzono wrak pociągu do Gdyni i rozpoczęto remont, który następnie przerwano z powodu ewakuacji miasta. Załoga pociągu walczyła dalej jako oddział pieszy aż do zdobycia przez Niemców Kępy Oksywskiej.

## Skład pociągu
- parowóz tendrzak OKl27 obudowany płytami pancernymi
- dwa opancerzone wagony towarowe - desantowe
- dwa wagony bojowe (opancerzone węglarki, tzw. lory)
- dwie platformy z narzędziami i szynami[1]

## Uzbrojenie
- 1 działo plot. kalibru 40 mm wydobyte z wraku ORP „Mazur” (zatopionego 1 września)[1] lub 2 armaty 40 mm Bofors[6]
- 1 działko salutacyjne kalibru 47 mm z ORP „Bałtyk”[1]
- 11 ckm[1]
- 30 kbk z ORP „Wicher”

## Konstrukcja
Lokomotywa opancerzona metodą spawania, nitowania i skręcania całkowicie blachą 9 mm o wysokiej wytrzymałości, przeznaczoną do budowy okrętów, od góry półokrągło, po bokach do linii szyn, koła zasłonięte. Z przodu i z tyłu wykonano zasuwane szczeliny obserwacyjne. Wagony opancerzono podobnie, wyposażając je w dachy dwuspadowe z blachy 6 mm.
Wszystkie ciężkie karabiny maszynowe w węglarkach umocowano na podstawach okrętowych.
Na początku i na końcu składu doczepiono wagony-platformy z szynami, podkładami i narzędziami. Cały skład pomalowano kamuflażem w postaci zielono-żółto-szarych plam. Lokomotywa nosiła namalowany białą farbą napis SMOK KASZUBSKI

## Obsada
- Parowóz prowadzili na zmianę ochotnicy: trzej maszyniści wraz z trzema pomocnikami.
- Dowódca i oficerowie
- 30-40 marynarzy oddelegowanych przez Kadrę Floty
- brygada robotnicza do napraw taboru i torowych[1]